# Міжнародний сейсмологічний центр
Міжнародний сейсмологічний центр (англ. International Seismological Centre) (ISC) — це неурядова некомерційна організація, яка займається остаточним збором, остаточним аналізом і публікацією глобальної сейсмічної активності. ISC було створено в 1964 році як міжнародну організацію, незалежну від національних урядів, яка продовжуватиме роботу в рамках Міжнародного сейсмологічного зведення зі збору та аналізу сейсмічних даних з усього світу, і зокрема для обробки збільшення потоку даних із Всесвітнього стандарту. Мережа сейсмографів (WWSSN), також заснована того року. ISC вважає своїм першочерговим завданням збір і повторний аналіз усіх доступних дат сейсмічної розвідки землетрусів для отримання остаточних даних про землетруси. Каталог ISC вважається «найповнішим і найавторитетнішим остаточним депозитарієм глобальних параметрів землетрусів».

## Призначення
Основною науковою метою Центру є остаточне узагальнення інформації про землетруси та показань, на яких вони базуються. Збір повідомлень про наслідки землетрусів також є важливою частиною його діяльності, і Центр повторно обчислює місце та час виникнення землетрусів у всьому світі, використовуючи всю доступну інформацію.

## Продукти даних
Дані, які ISC збирає та обробляє, є основою для кількох продуктів даних.

### Бюлетень ISC
Он-лайн бюлетень (друковане резюме доступне за окрему плату) є основною колекцією даних ISC, організованих за подіями. Приблизно через два роки всі зібрані дані про подію переглядаються, а гіпоцентри та магнітуди перераховуються; Рецензований бюлетень «вважається остаточним рекордом сейсмічності Землі». Більшість інших продуктів даних є підмножинами Бюлетеня.

### Бюлетень ISC-EHB
Оригінальний бюлетень EHB містить події з 1960 по 2008 рік (до прийняття нового алгоритму локації), гіпоцентри яких були перераховані за алгоритмом Engdahl, van der Hilst та Buland, (1998) . Його замінив бюлетень ISC-EHB, який продовжує каталог до 2013 року.

### Каталог ISC-GEM
Глобальний інструментальний каталог землетрусів ISC-GEM (1900-2013) (підготовлений на запит GEM Foundation) каталогізує землетруси магнітудою 5,5 або більше, придатні для моделювання та оцінки сейсмічної небезпеки та ризику. Епіцентральні розташування та гіпоцентральні глибини були перераховані з вихідних даних про час подорожі з використанням узгодженої моделі швидкості. Магнітуди виражаються як шкала магнітуд моменту (Mw), взята або з достовірних опублікованих значень сейсмічного моменту, або з перерахованих значень магнітуди поверхневої або об’ємної хвилі, перетвореної в M w за допомогою емпіричних співвідношень.

### Довідкові події IASPEI Ground Truth (GT).
Довідкова база даних подій IASPEI містить 9280 землетрусів і вибухів, гіпоцентри яких були локалізовані в межах 10 км або менше, часто в поєднанні з дослідженнями на місці («земна правда»). Ці події були відібрані, щоб краще «бачити» структуру Землі та надати посилання на те, які сейсмічні мережі можна точніше відкалібрувати.